# 竜王町
竜王町（りゅうおうちょう）は、滋賀県の琵琶湖東側（湖東地方）にある町。蒲生郡に属する。

## 地理
琵琶湖と鈴鹿山地の間に広がる湖東平野のほぼ中央に位置する。西側の鏡山と東側の雪野山に挟まれた平地部を、日野川とその支流である善光寺川、祖父川、惣四郎川が貫流する。また、町南部の大字山之上付近では隣接する東近江市、甲賀市、湖南市とまたがる形で丘陵地が形成されている。平地が街の中心である。た
- 山: 鏡山（通称「西の竜王山」）、雪野山（「東の竜王山」）
- 河川: 日野川、善光寺川、祖父川、惣四郎川

町域を名神高速道路が通っており、竜王インターチェンジ（竜王IC）が設けられている。

### 隣接している自治体
滋賀県
- 東近江市
- 近江八幡市
- 野洲市
- 甲賀市
- 湖南市

## 歴史

### 村名の由来
合併前の2村（苗村・鏡山村）に共通する山名から採られた。

### 沿革
- 1955年（昭和30年）4月29日 ：苗村・鏡山村が合併して発足。
- 1956年（昭和31年）：竜王町青年団が誕生（それ以前にも青年団組織はあった）。

## 人口
居住人口は下表のとおり。2020年（令和2年）国勢調査の人口性比は110.8で、滋賀県全市町で最も男性の比率が高い。
昼間人口は、ダイハツ工業滋賀工場をはじめとした就業箇所が多いことから約5000人多くなり、昼夜人口比138.8％は滋賀県全市町中トップである。
| |                                        |  |
| 竜王町と全国の年齢別人口分布（2005年） | 竜王町の年齢・男女別人口分布（2005年） |  |
| ■紫色 ― 竜王町 ■緑色 ― 日本全国 | ■青色 ― 男性 ■赤色 ― 女性              |  |
| 竜王町（に相当する地域）の人口の推移 \| 1970年（昭和45年） \| 8,669人 \| \| \| 1975年（昭和50年） \| 9,301人 \| \| \| 1980年（昭和55年） \| 10,396人 \| \| \| 1985年（昭和60年） \| 10,751人 \| \| \| 1990年（平成2年） \| 12,672人 \| \| \| 1995年（平成7年） \| 13,650人 \| \| \| 2000年（平成12年） \| 13,370人 \| \| \| 2005年（平成17年） \| 13,280人 \| \| \| 2010年（平成22年） \| 12,916人 \| \| \| 2015年（平成27年） \| 12,434人 \| \| \| 2020年（令和2年） \| 11,789人 \| \| |                                        |  |
| 総務省統計局 国勢調査より |                                        |  |
| 1970年（昭和45年） | 8,669人                                |  |
| 1975年（昭和50年） | 9,301人                                |  |
| 1980年（昭和55年） | 10,396人                               |  |
| 1985年（昭和60年） | 10,751人                               |  |
| 1990年（平成2年） | 12,672人                               |  |
| 1995年（平成7年） | 13,650人                               |  |
| 2000年（平成12年） | 13,370人                               |  |
| 2005年（平成17年） | 13,280人                               |  |
| 2010年（平成22年） | 12,916人                               |  |
| 2015年（平成27年） | 12,434人                               |  |
| 2020年（令和2年） | 11,789人                               |  |

## 行政
町長
- 西田秀治（2016年6月20日就任 1期目）

歴代町長
- 平田市松（1973 - 1981年）
- 森嶋正雄（1981 - 1984年 1期）
- 井上三郎彦（1984 - 1992年 2期）
- 福島茂（1992 - 2004年 3期）
- 山口喜代治（2004 - 2008年 1期）
- 竹山秀雄（2008 - 2016年 2期）
- 西田秀治  (2016年 -  2期)

### 警察
- 近江八幡警察署管内
- 町内大字綾戸に交番がある

### 広域行政
- 東近江行政組合：消防・休日急患診療所・地域振興に関する事務を行っている

## 経済

### 産業
2000年（平成12年）国勢調査による産業別人口は以下の通り。
- 第一次産業 6.3%
- 第二次産業 52.4%
- 第三次産業 41.3%

大規模な事業所としては、製造業では自動車メーカーのダイハツ工業滋賀工場が挙げられ、町外からの通勤者を含めて約4000人が働く。竜王町は近江牛産地の一つでもあり、ダイハツは牛糞を発酵させてメタンガス化するバイオガス実証プラントを工場内に設けるなど、第一次産業振興と再生可能エネルギー活用にも協力している
商業施設としては三井アウトレットパーク 滋賀竜王が立地する。

### 金融機関

#### 銀行
- 滋賀銀行
- 関西みらい銀行（旧びわこ銀行）

#### 協同組織金融機関
- 滋賀中央信用金庫（旧近江八幡信用金庫）
- グリーン近江農業協同組合（JAグリーン近江）

#### 日本郵政
- ゆうちょ銀行（郵便局）

## 姉妹都市

### 海外
- アメリカ合衆国ミシガン州スーセントマリー市
  - 1974年9月9日姉妹都市提携

### サミット
- ドラゴンサミット[4]：全国の「龍」「竜」の字がつく市町村の集まり。市町村合併による構成市町村の減少のため、サミットの存続等について検討中。

## 地域

### 教育
小学校
- 竜王町立竜王小学校（大字綾戸）
- 竜王町立竜王西小学校（大字山面）

中学校
- 竜王町立竜王中学校（大字橋本）

## 交通

### 鉄道
滋賀県全市町でのうち唯一、鉄道が通っていない。町民は北隣の近江八幡市や野洲市を通る東海道本線各駅を利用することが多い。最寄りは篠原駅であるが、利便性の面から住民の利用は近江八幡駅、野洲駅、篠原駅の順となっている（2010年時点） 。

### 道路
⇔は双方通行の意味。括弧内は起点方面から終点方向への地図区分による町内の通過地区。
高速道路
- 名神高速道路
  - 竜王IC（小口）

※山之上に竜王バス停留所が存在したが、2002年6月1日の名神ハイウェイバス急行便の廃止に伴い停留所も廃止された。
※上記以外にも、名神高速道路蒲生SIC（東近江市木村町）が町内への最寄りICとなっている。
一般国道
- 国道8号（近江八幡市⇔西横関⇔鏡⇔野洲市）
- 国道477号（東近江市⇔山之上⇔湖南市⇔岡屋／山中⇔小口⇔薬師⇔七里⇔山面／須恵⇔西川⇔西横関⇔鏡⇔近江八幡市）

主要地方道
- 滋賀県道13号彦根八日市甲西線
- 滋賀県道14号近江八幡竜王線（近江八幡市⇔弓削⇔庄⇔林⇔川守⇔岩井⇔山之上⇔東出交点）
- 滋賀県道22号竜王石部線（竜王IC南交点⇔小口／薬師⇔山中⇔薬師⇔湖南市）

一般県道
- 滋賀県道164号水口竜王線
- 滋賀県道165号春日竜王線
- 滋賀県道166号小口川守線（小口⇔綾戸⇔川守）
- 滋賀県道176号桜川西竜王線
- 滋賀県道541号綾戸東川線（綾戸⇔駕輿丁⇔橋本⇔弓削⇔近江八幡市）

### バス
- 近江鉄道バス：近江八幡駅・野洲駅と町内を結んでいる。
- 湖南市コミュニティバス

## 名所・旧跡・観光スポット・祭事・催事

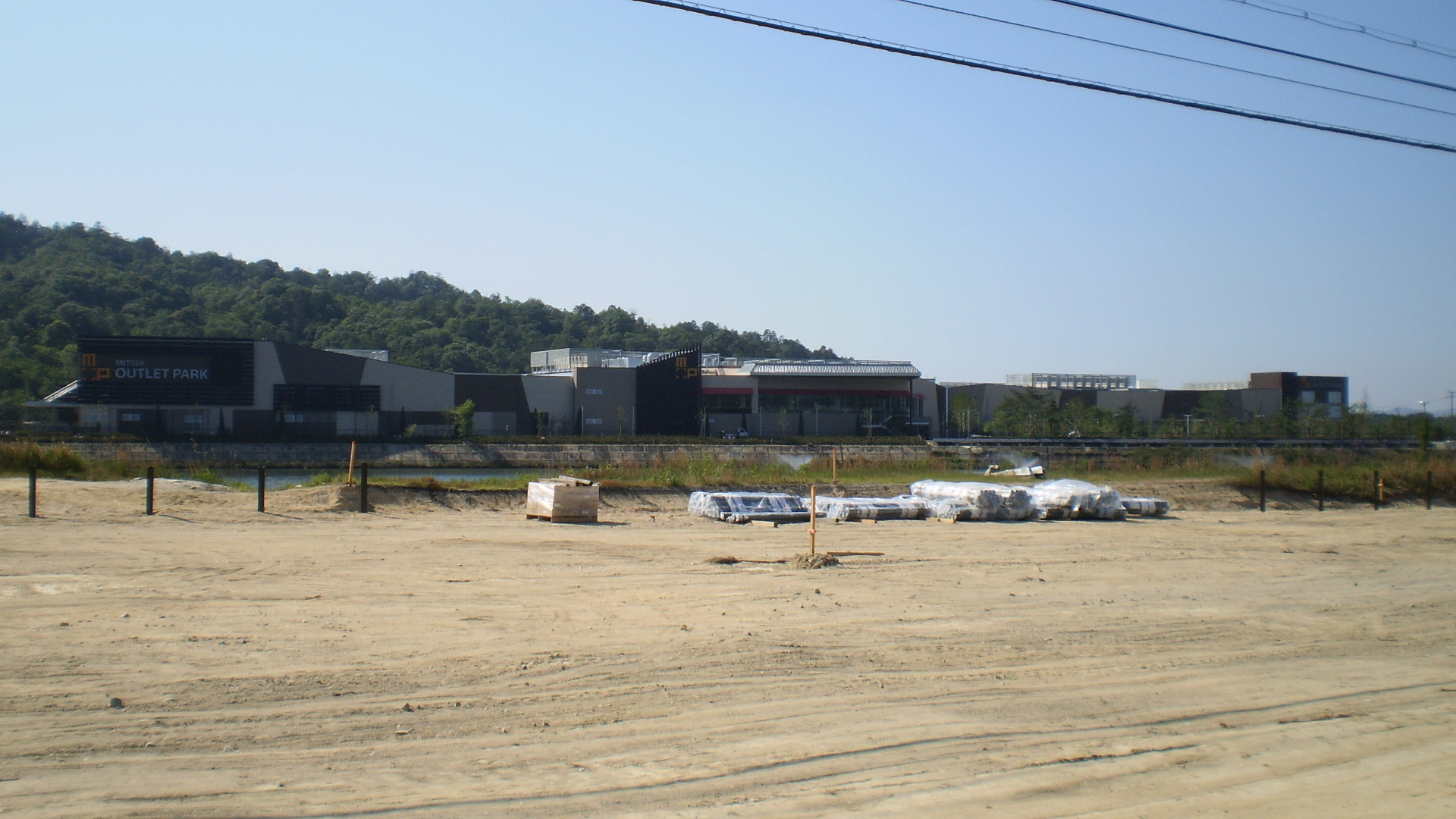
三井アウトレットパーク滋賀竜王

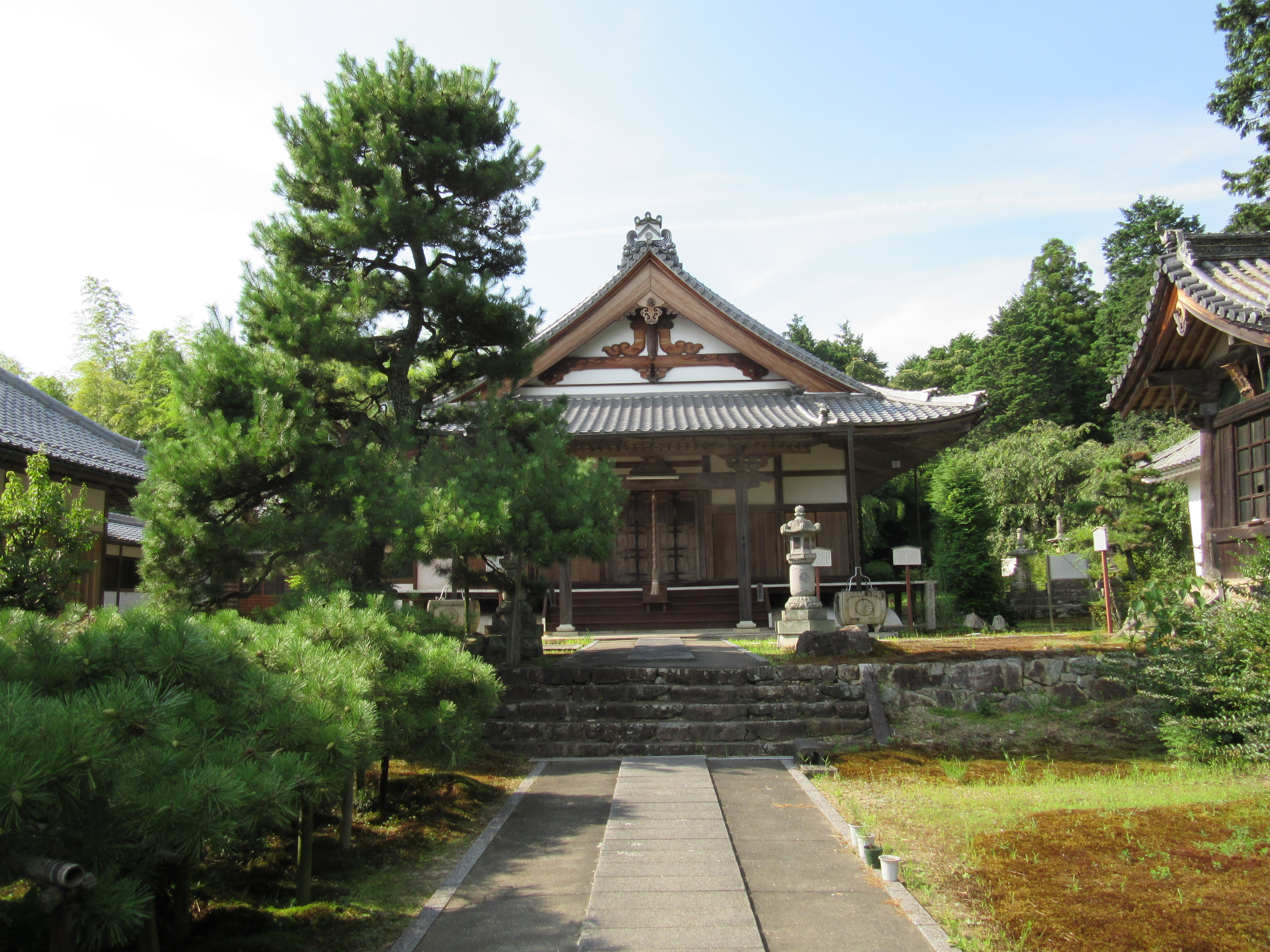
龍王寺

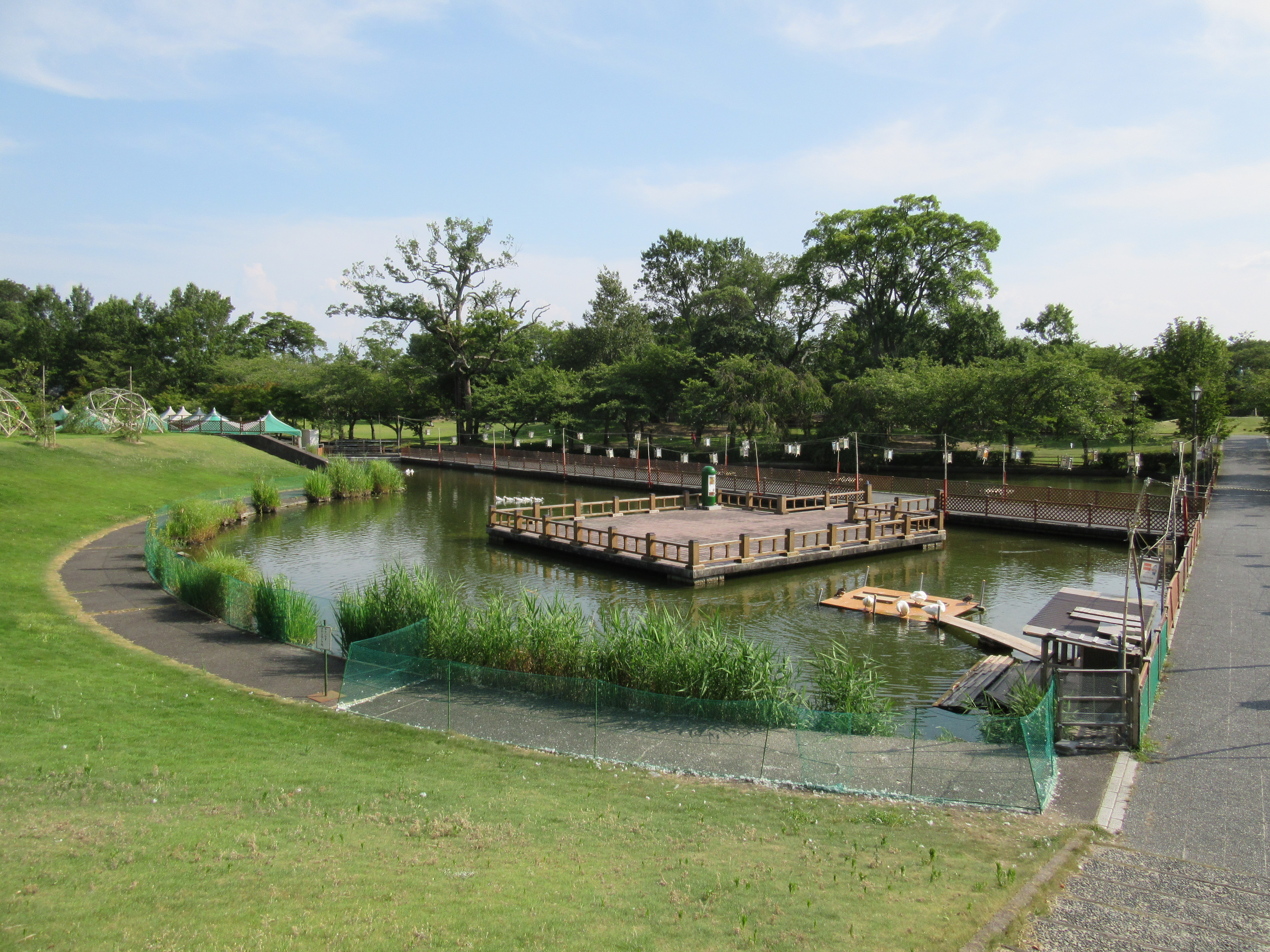
妹背の里

- 竜王町総合運動公園（岡屋）：ドラゴンハット（屋根付き多目的グラウンド）、ドラゴンスポーツセンター（プール、体育館、弓道場）、テニスコート
- 滋賀県希望が丘文化公園（薬師、野洲市、湖南市）
- 妹背の里（川守）
- 苗村神社（綾戸）：国宝：西本殿、附厨子一基・棟札一枚
- 鏡神社（鏡）
- 龍王寺（川守）
  - 龍王寺の鐘にまつわる代表的な歌
    - 暮れにきと 告ぐるぞ待たで 降りはるる 雪野の寺の 入相いの鐘（和泉式部）
    - 鐘暗き 野寺の松の 木陰より 山ほととぎす 声ど落ちくる（柿本人麻呂）
    - 昨日観し 花のあたりに 夜はあけて 野寺の鐘の 声ぞ聞こゆる（藤原定家）
- 宝篋印塔 / 石灯籠（小口）
- 鏡山窯跡群：須恵器（薬師・小口・山中・七里・須恵・山面・鏡、野洲市入町・大篠原）
- 雨宮古墳（岡屋）
- 義経元服の池（鏡）：治承・寿永の乱（源平合戦）で有名な源義経が鞍馬山で修行した後、京より奥州へ向かう途中で鏡の宿に泊まり、この池の水で前髪を落として元服したと伝えられている[5]。
- オウゴ古墳（薬師）

### 竜王八景
- 苗村神社（綾戸）
- 牟礼公園（小口）
- 石部神社（七里）
- 新池と鏡山（山面）
  - 和歌、俳句、漢詩に百余首を数える歌枕として詠まれてきた「鏡山」のうちの有名な歌
    - 鏡山 君に心や うつるらむ いそぎたゝれぬ 旅衣かな（藤原定家）
    - 吾妹子（わぎもこ）が 鏡（かがみ）の山の もみぢ葉の うつるときにぞ 物はかなしき（大伴家持）
- 雪野山と妹背の里（川守）
- 鏡神社と御幸山（鏡）
- 農林公園（山之上）
- 鳴谷の清流（薬師）

### 祭事・催事
- 1月上旬 弓始め神事：石部神社（七里）
- 1月14日 左義長祭り（各集落） / 田中の粥占い：八幡神社（田中）
- 2月11日 弓納め神事：石部神社（七里）
- 3月上旬 鏡の里元服式：鏡神社（鏡）
- 3月下旬〜4月中旬 さくらまつり：妹背の里（川守）
- 4月20日 苗村祭（なむらまつり）：苗村神社（綾戸）
- 5月1日〜3日 火祭り[6] - 小日吉神社（弓削）
- 5月3日 ケンケト祭：杉之木神社（山之上）
- 5月5日 節句祭：苗村神社（綾戸）
- 6月30日 千日祭：仁王尊（西光寺跡地）（鏡）
- 7月1日 千日会：仁王尊（西光寺跡地）（鏡）
- 7月10日 雨乞いおどり：鏡山（竜王宮）（鏡）
- 7月中旬 虫送り（山之上・田中・岡屋・小口・七里・西川）
- 7月31日 茅の輪くぐり：安楽寺（岩井）
- 8月第1日曜日 ふるさと竜王夏まつり：妹背の里（川守）
- 十五夜、中秋の日 へちま加持祈祷：龍王寺（川守）
- 9月中旬の日曜日 観月と万葉の夕べ：妹背の里（川守）
- 12月第二の午の日 鏡のとがらい祭り：鏡神社（鏡）

## ゆかりのある著名人

### 出身著名人
- 竹中久次：1840年（天保10年） - 1913年（大正2年）。日本家畜市場会社創業者。
- 堀井新治郎：1856年（安政3年） - 1932年（昭和7年）。近江国蒲生郡駕輿丁村（1889年以降の苗村駕輿丁。現・竜王町駕輿丁）の生まれ。謄写版〈ガリ版〉印刷機の開発者。
- DJ Shinsuke（山本信輔）：1979年（昭和54年）5月8日生まれ。音楽プロデューサー、ミュージシャン、DJ。
- 岡谷良：1981年（昭和56年）1月13日生まれ。サッカー選手。
- 中川裕貴：1985年（昭和60年）4月26日生まれ。元プロ野球選手（NPB・中日ドラゴンズ）。※高校は、岐阜県瑞浪市にある中京高等学校へ進学[7]。
- 望月聖矢：1992年（平成4年）4月19日生まれ。サッカー選手。望月嶺臣は実弟。
- 望月嶺臣：1995年（平成7年）1月18日生まれ。プロサッカー選手（Jリーグ所属）。望月聖矢は実兄。